# Fluorid vanadnatý
Fluorid vanadnatý je anorganická sloučenina s chemickým vzorcem VF2.

## Příprava
Fluorid vanadnatý lze připravit redukcí fluoridu vanaditého vodíkem v atmosféře fluorovodíku při teplotě 1150 °C:
2 VF3 + H2 → 2 VF2 + 2 HF

## Vlastnosti
Fluorid vanadnatý je modrá pevná látka, která krystalizuje v tetragonální soustavě s prostorovou grupou P42/mnm (Číslo 136) a parametry mřížky a = 480,4 pm, c = 323,7 pm.
Fluorid vanadnatý je silné redukční činidlo, které může v přítomnosti hydroxidu hořečnatého redukovat dusík na hydrazin.
Ve vodě se rozpouští za vzniku iontů [V(H2O)6]2+:
V2+ + 6 H2O → [V(H2O)6]2+